# Назарло
Назарло (груз. ნაზარლო, азерб. Nəzərli) — село Гардабанского муниципалитета, края Квемо-Картли Грузии с 97 %-ным азербайджанским населением. Находится в юго-восточной части Грузии, на территории исторической области Борчалы.

## История
Название села впервые упоминается в исторических документах 1886 года, во время проведенной в регионе переписи населения.

### Топоним
Топоним села Назарло (азерб. Nəzərli) в переводе с азербайджанского языка на русский означает «Сглазное».

## География
Село расположено на Гараязинской равнине, около шоссейной дороги Гардабани - Беюк-Кясик, в 6 км от районного центра Гардабани, на высоте 280 метров над уровнем моря.

## Население
По данным Государственного статистического комитета Грузии, согласно официальной переписи 2002 года, численность населения села Назарло составляет 5808 человек и на 97 % состоит из азербайджанцев.

## Экономика
Население в основном занимается овцеводством, скотоводством и овощеводством.

## Достопримечательности
- Средняя школа - построена в 2006 году.[6][8]
- Мечеть[9]

## Известные уроженцы
- Аджихалиль Аллахвердиев - аксакал, долгожитель (1870-е - 1989; прожил 110-120 лет);
- Халид Камилов - врач (в 1969-2010 - главный врач амбулатории в селах Назарло и Кесало);
- Адильхан Абдуллаев - профессор;[6]
- Джалал Абдуллаев - профессор;[6]
- Ахмед Пириев - профессор;[6]
- Бахрам Исмаилов - доктор;[6]
- Саял Сахидова - по данным Центральной избирательной комиссии Грузии, 123-летняя Саял Сахидова является самой пожилой избирательницей Грузии.[10]